# Karjalohja
Karjalohja (Zweeds: Karislojo) is een voormalige gemeente in het Finse landschap Uusimaa. De gemeente had een oppervlakte van 123 km² en telde 1489 inwoners in 2003.
In 2013 werd Karjalohja samen met Nummi-Pusula bij Lohja gevoegd.
Askola · Espoo · Hanko · Helsinki · Hyvinkää · Ingå · Järvenpää · Karkkila · Kauniainen · Kerava · Kirkkonummi · Lapinjärvi · Lohja · Loviisa · Myrskylä · Mäntsälä · Nurmijärvi · Pornainen · Porvoo · Pukkila · Raseborg · Sipoo · Siuntio · Tuusula · Vantaa · Vihti
Voormalige gemeenten:
Bromarv · Degerby · Ekenäs · Ekenäs landskommun · Haaka · Huopalahti · Hyvinkään maalaiskunta · Karis · Karjalohja · Kulosaari · Liljendal · Lohjan kunta · Nummi · Nummi-Pusula · Oulunkylä · Pernå · Ruotsinpyhtää · Sammatti · Snappertuna · Tenala